# Pompeia Plotina
Pompeia Plotina (Nemausus, ca. 70 - Rome, ca. 121/122) was keizerin van het Romeinse Rijk. Ze werd geboren in Nemausus (het huidige Nîmes) in de Romeinse provincie Gallia Narbonensis. Zij trouwde met Trajanus toen deze nog soldaat was. Toen Trajanus in 98 keizer werd, weigerde zij aanvankelijk de titel Augusta. Zeven jaar later, in 105 aanvaardde zij deze titel echter toch. Er werden door Trajanus munten geslagen met het portret van Plotina met het omschrift PLOTINAE AVG.
Plotina stond bekend als een integere vrouw, die het epicurisme gunstig gezind was. Haar grote liefde voor hun adoptieve zoon Hadrianus gaf aanleiding tot roddels waarvan de waarheid in twijfel getrokken mag worden. Wel was zij degene die het huwelijk tussen Hadrianus en haar achternicht Vibia Sabina in het jaar 100 arrangeerde.
Ten slotte speelde zij een belangrijke rol bij de troonopvolging door Hadrianus. Deze laatste was weliswaar de adoptieve zoon van Trajanus, maar hem was nooit de titel Caesar toegekend, en daarom was de troonopvolging niet vanzelfsprekend. Bij het sterfbed kon zij Trajanus eindelijk overreden zijn adoptieve zoon als opvolger aan te wijzen. Het is echter ook mogelijk dat zij de documenten onmiddellijk na zijn dood heeft laten vervalsen door de aankondiging van het overlijden van haar man enige dagen uit te stellen.
Zij stierf een natuurlijke dood tijdens het keizerschap van Hadrianus. Het jaar dat zij stierf was volgens de verschillende bronnen 121, 122, 123 of 129. Hadrianus eerde haar na haar overlijden met een consecratio (=apotheose/vergoddelijking) en met verschillende tempels.
Plotina had zeer grote waardering voor Hadrianus. Omgekeerd koesterde Hadrianus grote hoogachting voor haar. Na haar overlijden ging hij negen dagen in het zwart gekleed, en schreef hij een paar lofliederen op haar (die niet bewaard zijn gebleven). Hij vergoddelijkte haar en liet in haar geboorteplaats Nemausus (Nîmes) een basilica ter harer nagedachtenis bouwen. Ook deze is niet bewaard gebleven.